# Dalarnas och Gävleborgs försvarsområde
Dalarnas och Gävleborgs försvarsområde (Fo 53) var ett försvarsområde inom svenska armén som verkade i olika former åren 1942–2000. Försvarsområdesstaben var förlagd i Falu garnison i Falun.

## Historia
Dalarnas och Gävleborgs försvarsområde bildades den 1 oktober 1942 som Falu försvarsområde och var direkt underställd militärbefälhavaren för V. militärområdet. Den 1 juli 1953 uppgick Mora försvarsområde, vilket då avvecklades och tillfördes till Falu försvarsområde.
I samband med OLLI-reformen, vilken genomfördes inom försvaret åren 1973–1975, sammanslogs Falu försvarsområde (Fo 53) med Dalregementet. I samband med sammanslagningen antog försvarsområdet namnet Kopparbergs försvarsområde. Från den 1 juli 1973 bildades försvarsområdesregementet I 13/Fo 53. Inom Kopparbergs försvarsområde var Dalregementet ensamt förband. Inom ett försvarsområde tillfördes A-förbanden det samlade mobiliserings- och materialansvaret, medan vid de fall där det fanns andra förband inom försvarsområdet, bildade de B-förband, vilka svarade endast som ett utbildningsförband.
Inför försvarsbeslutet 1996 föreslogs en ny försvarsområdesindelningen, vilket innebar att tre försvarsområdesstaber inom Mellersta militärområdet skulle avvecklas senast den 31 december 1997. De tre staber som föreslogs för avveckling återfanns i Gävle, Linköping och Västerås. Gällande Gävleborgs försvarsområde stab i Gävle föreslogs den tillsammans med Kopparbergs försvarsområde med stab i Falun att bilda ett gemensamt försvarsområde. Den 31 december 1997 upplösts och avvecklades Gävleborgs försvarsområde och uppgick den 1 januari 1998 i Kopparbergs försvarsområde (Fo 53) som samtidigt antog namnet Dalarnas och Gävleborgs försvarsområde (Fo 53). Som stöd till hemvärn och frivilligverksamheten inom före detta Gävleborgs försvarsområde bildades försvarsområdesgruppen Gävleborgsgruppen.
Inför försvarsbeslutet 2000 föreslog regeringen i sin propositionen för riksdagen, att den taktiska nivån bör reduceras genom att fördelnings- och försvarsområdesstaber samt marinkommandon och flygkommandon skulle avvecklas. Detta för att utforma ett armétaktiskt, marintaktiskt respektive flygtaktiskt kommando vilka skulle samlokaliseras med operationsledningen. Förslaget innebar att samtliga försvarsområdesstaber skulle avvecklas, vilket inkluderade Dalarnas och Gävleborgs försvarsområde. Dalarnas och Gävleborgs försvarsområde kom därmed att upplösas och avvecklas den 30 juni 2000. Som stöd till hemvärn och frivilligverksamheten inom före detta Kopparbergs försvarsområde bildades militärdistriktsgruppen Dalregementsgruppen.

## Förläggningar och övningsplatser
När försvarsområdet bildades förlades staben till Åsgatan 36 i Falun. Den 1 januari 1946 förlades staben till Stigaregatan 5 7. Den 21 december 1964 övertogs det Gamla epidemisjukhuset på Svärdsjögatan 28. Från den 1 juli 1973 fick försvarsområdet gemensam stab med Dalregementet vid Kanslihusvägen i Falun. Försvarsområdesstaben hade viss verksamhet kvar på Svärdsjögatan 28 fram till den 10 december 1985.

## Förbandschefer
Förbandschefen titulerades försvarsområdesbefälhavare och fick i samband med OLLI-reformen tjänstegraden överste 1. graden.

- 1942–1949: Överste Karl Hörnfeldt
- 1949–1955: Överste Per Kristian Wik
- 1955–1967: Överste Gösta Wetterhall
- 1967–1973: Överste Curt Hermanson
- 1973–1979: Överste 1. graden Gustaf Lodin
- 1979–1982: Överste 1. graden Clarence Jonsson
- 1982–1989: Överste 1. graden Fredrik Gyllenram
- 1989–1996: Överste 1. graden Lars Wallén
- 1996–2000: Överste 1. graden Rolf Dahlström

## Namn, beteckning och förläggningsort
| Falu försvarsområde                    | 1942-10-01 | – | 1973-06-30 |
| Kopparbergs försvarsområde             | 1973-07-01 | – | 1997-12-31 |
| Dalarnas och Gävleborgs försvarsområde | 1998-01-01 | – | 2000-06-30 |

| Fo 53 | 1942-10-01 | – | 2000-06-30 |

| Falu garnison (F) | 1942-10-01 | – | 2000-06-30 |